# Аккайнар (Восточно-Казахстанская область)
Аккайнар (каз. Аққайнар, до 2009 г. — Черновое) — село в Катон-Карагайском районе Восточно-Казахстанской области Казахстана. Административный центр Аккайнарского сельского округа. Код КАТО — 635465100.

## Население
В 1999 году население села составляло 1526 человек (803 мужчины и 723 женщины). По данным переписи 2009 года, в селе проживало 1076 человек (557 мужчин и 519 женщин).